# Gibeaumeix
Gibeaumeix è un comune francese di 152 abitanti situato nel dipartimento della Meurthe e Mosella nella regione del Grand Est.

## Società

### Evoluzione demografica
Abitanti censiti